# Euboea
Euboea (tiếng Hy Lạp: Εύβοια, Évia; tiếng Hy Lạp cổ: Εὔβοια, Eúboia) là hòn đảo lớn thứ hai về diện tích và dân số của Hy Lạp, sau Crete. Eo biển Euripus tách đảo với Boeotia tại Hy Lạp lục địa. Hòn đảo có hình cá ngựa, dài và hẹp,; dài khoảng 150 kilômét (93 mi), và chiều rộng thay đổi từ 50 kilômét (31 mi) đến 6 kilômét (3,7 mi). Hướng chung của đảo là tây bắc-đông nam, và suốt chiều dài của đảo là một dãy núi, tạo thành một phần của chuỗi giới hạn Thessaly ở phía đông, và tiếp tục ở phía nam của Euboea tại các đảo cao như Andros, Tinos và Mykonos.

## Địa lý
Giống như các hòn đảo của Hy Lạp, Euboea ban đầu được biết đến với các tên gọi khác vào thời cổ đại như Macris và Doliche bắt nguồn từ hình dạng của đảo, Ellopia và Abantis bắt nguồn từ các bộ tộc định cư tại đây.
Euboea được cho rằng vốn là một phần của lục địa, và được tách ra do một trận động đất. Điều này rất dễ xảy ra, bởi đảo nằm ở vùng lân cận của một đường đứt gãy, và cả Thucydides và Strabo đã viết rằng phần phía bắc của đảo đã bị động đất ở những thời điểm khác nhau. Ở lân cận Chalcis, cả phía nam và phía bắc, các vịnh cũng bị giới hạn tương ứng với câu chuyện hạm đội của Agamemnon đã bị cầm chân tại đây do nghịch gió. Tại Chalcis, nơi eo biển hẹp nhất, chỉ rộng 40 m, nó được gọi là eo biển Euripus. Những thay đổi bất thường của thủy triều diễn ra tại lối đi này là chủ đề được ghi chép từ thời cổ đại. Hiện nay, trông eo biển giống như một con sông. Một cây cầu đã được xây vào năm thứ 21 của Chiến tranh Peloponnesus (410 TCN). Tên gọi Euripus phát triển từ thời Trung cổ từ Evripo và Egripo, và dạng thứ hai dùng để chỉ toàn đảo. Vào thời Venezia, khi họ xâm lược khu vực, họ đã đổi tên đảo thành Negroponte, ý muốn nói đến cây cầu nối đảo với đất liền.
Các ngọn núi chính trên đảo bao gồm Dirphys (1.745 m), Pyxaria (1.341 m) ở phía đông bắc và Ochi (1.394). Vịnh lân cận là vịnh Pagasetic ở phía bắc, vịnh Malia, vịnh Bắc Euboea ở phía tây, vịnh Euboea và vịnh Petalion.

## Nhân khẩu
Theo điều tra vào năm 2001, trên đảo có 198.130 cư dân, và đây là đảo dông dân thứ hai của Hy Lạp. Người dân Euboea có văn hóa tương đồng với người dân của phần còn lại của vùng Trung Hy Lạp và họ nói một phương ngữ miền Nam của tiếng Hy Lạp. Phía nam của đảo có các cộng đồng người Arvanite, với khu vực phía nam của Aliveri là giới hạn phía bắc cho sự hiện diện của họ tại Euboea. Có thể tìm thấy người Sarakatsan và người Vlach tương ứng tại các khu vực đồi núi ở trung tâm và phía bắc của Euboea, nhưng hiện nay họ đã từ bỏ cách sống du canh du cư và định cư lâu dài tại các thị trấn và làng mạc trên đảo.

## Kinh tế

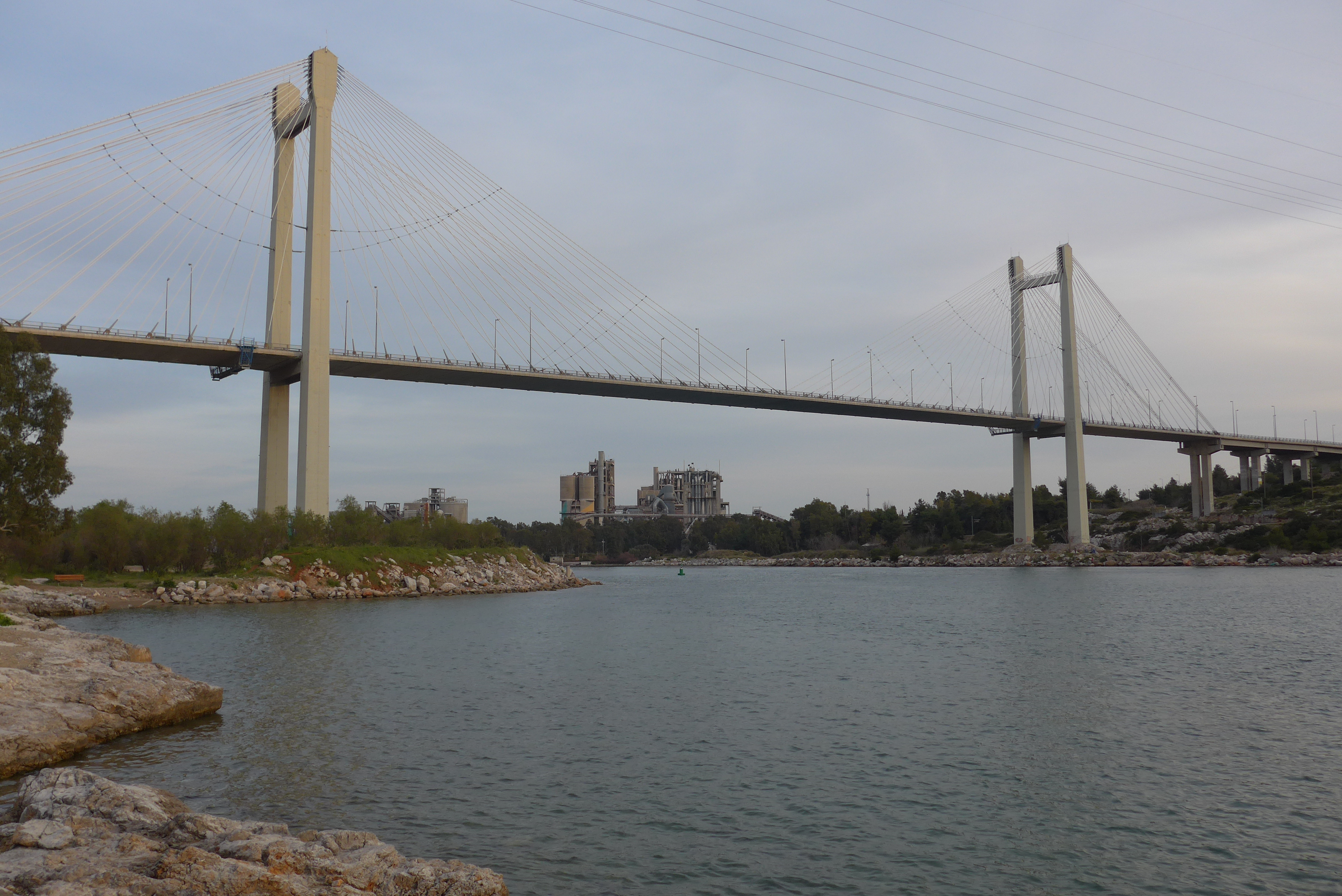
Cầu Chalkida nối đảo với phần lục địa của Hy Lạp.

Các khu vực khai mỏ gồm có magiêzit tại Mantoudi và Limni, than non tại Aliveri và sắt cùng niken tại Dirfys. Đá hoa được khai thác tại nơi cách 3 km về phía bắc của Eretria và amiăng ở phần đông bắc của Carystus tại núi Okhi. Tên đảo có cây hạt dẻ.

## Giao thông
- Quốc lộ 44
- Quốc lộ 77